# Колос маруссійський
«Коло́с Маруссійський» — роман-подорож американського письменника Генрі Міллера, що був опублікований 1941 року. Твір описує життя й подорожі автора в Греції впродовж 1939 року.
У липні 1939 року на запрошення свого молодшого друга, письменника Лоуренса Даррелла Міллер поїхав з Парижа до Греції, де провів півроку до грудня.

## Зміст
Назва роману наслідує назву одного з семи чудес світу античності Колоса Родоського. На відміну від стародавньої пам'ятки «Колосом» Міллер називає грецького письменника та інтелектуала Георгіоса Кацимбаліса, який походив і мешкав у містечку Марусі в передмісті Афін. Міллер описує Кацимбаліса не стільки як письменника, скільки як геніального оповідача.
Окрім Кацимбаліса Міллер описує зустрічі з іншими грецькими митцями-модерністами, зокрема письменником Георгіосом Сеферісом та художником Нікосом Хатзікіріакосом-Ґікасом. Героями роману є й коло Дарреллів: Лоуренс, Ненсі та їхній друг Теодор Стефанідес.
Значна частина дії відбувається на невеликому острівці Ідра неподалік від Афін, де митці збиралися в будинку Нікаса Ґікаса.

## Значення та оцінки критики
Генрі Міллеру було 47 років під час подорожі до Греції, і, на думку літературознавців, ця подорож завершила попередній період його творчості й почала новий. Сам письменник вбачав цей досвід як власне переродження, пізнання себе й переоцінку цінностей. 
У романі Мілер протиставляє живу, веселу, близьку до природи середземноморську Грецію рідним похмурим та технократичним Сполученим Штатам Америки. Книгу написано на початку, а опубліковано в розпал Другої світової війни, але в ній, на думку критиків, багато туги за миром та надії на мир у майбутньому, проголошення миру як головної цінності людства.